# Ste-Madeleine (Bédoin)

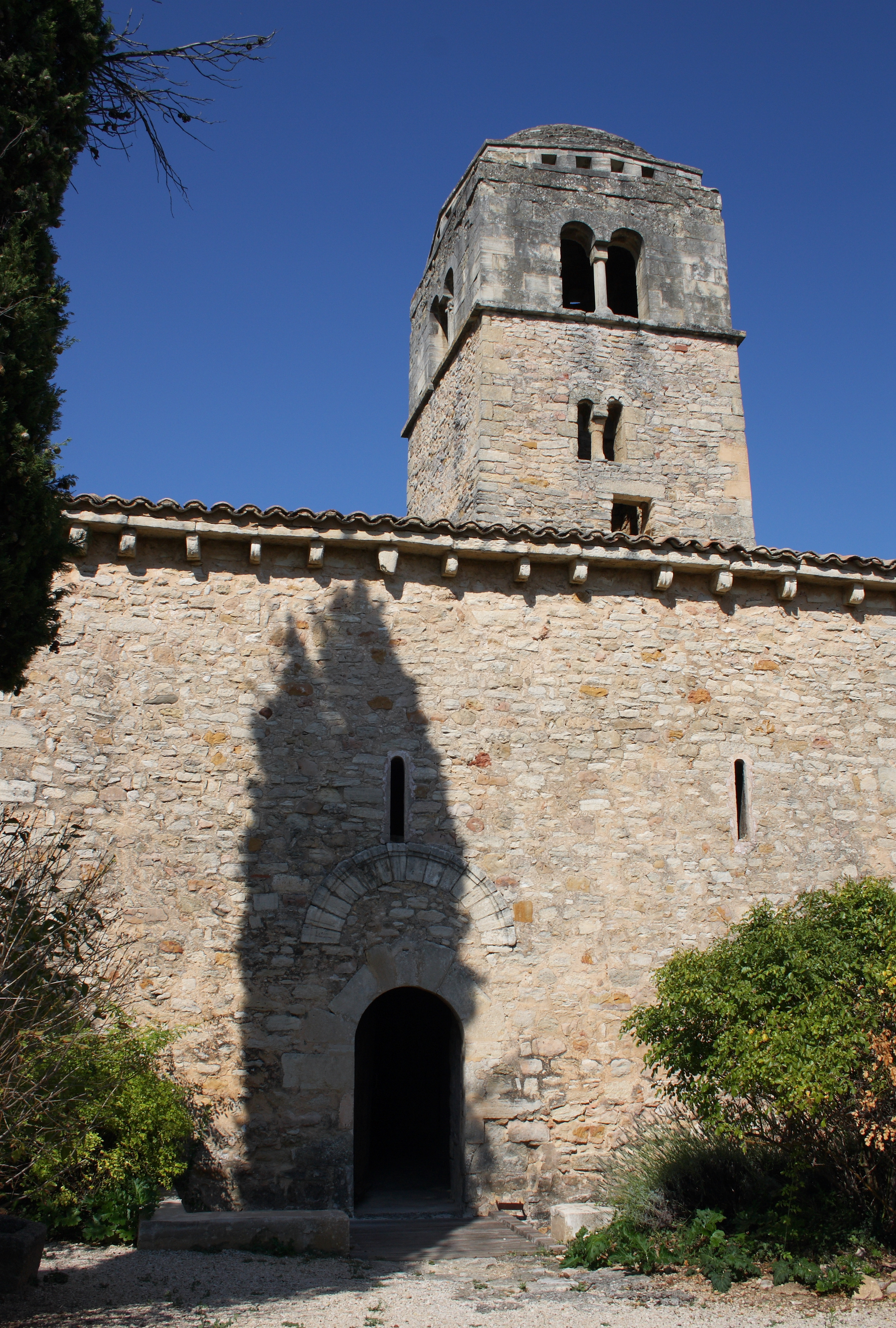
Kapelle Sainte-Madeleine, Turm und Eingang an der Südseite

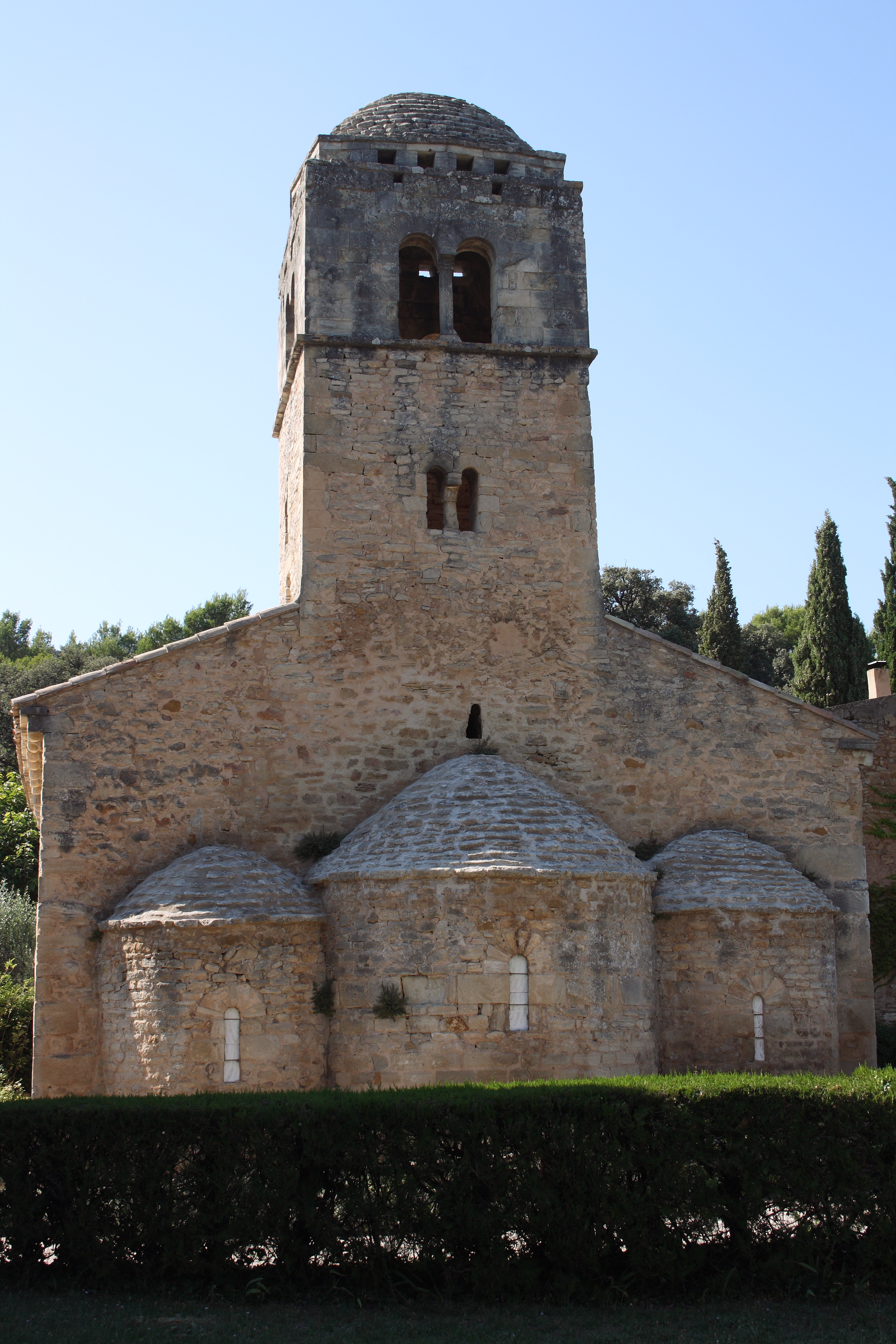
Dreiapsidenanlage

Die Kapelle Sainte-Madeleine in Bédoin, einer Gemeinde im Département Vaucluse in der französischen Region Provence-Alpes-Côte d’Azur, gehörte ehemals zu einem Priorat. Sie wurde im zweiten Viertel des 11. Jahrhunderts errichtet und ist eines der wenigen Beispiele der frühen Romanik in der Provence. Die Kapelle wurde 1947 als Monument historique in Liste der Baudenkmäler (Base Mérimée) in Frankreich aufgenommen. Sie befindet sich seit 1804 in Privatbesitz.

## Geschichte
Ursprünglich war die Kapelle wohl nicht der heiligen Maria Magdalena geweiht, deren Verehrung sich erst ab dem 12. Jahrhundert in der Provence verbreitete. Ihr heutiges Patrozinium erhielt die Kapelle vermutlich im 16. Jahrhundert.
Das Priorat Sainte-Madeleine ist wahrscheinlich identisch mit Saint-Pierre de Monastrol, einem der ersten der Benediktinerabtei Saint-Pierre de Montmajour unterstellten Priorate. Wie aus Urkunden hervorgeht, schenkte Exmido, der Grundherr von Bédoin, den Ort und sämtliche Kirchen – darunter Saint-Pierre de Monastrol – der 949 gegründeten Benediktinerabtei von Montmajour. Diese Schenkung wurde durch päpstliche Bullen bestätigt. 1502 wurde das Priorat dem Domkapitel von Carpentras unterstellt. Während der Französischen Revolution wurde die Kapelle stark beschädigt. 1860 und 1953 wurde sie restauriert.
Von 1970 bis 1980 wurde die Kapelle von der Gemeinschaft um Gérard Calvet genutzt, dem Gründer der altritualistischen Benediktinerabtei Sainte-Madeleine in Le Barroux.

## Architektur

### Außenbau

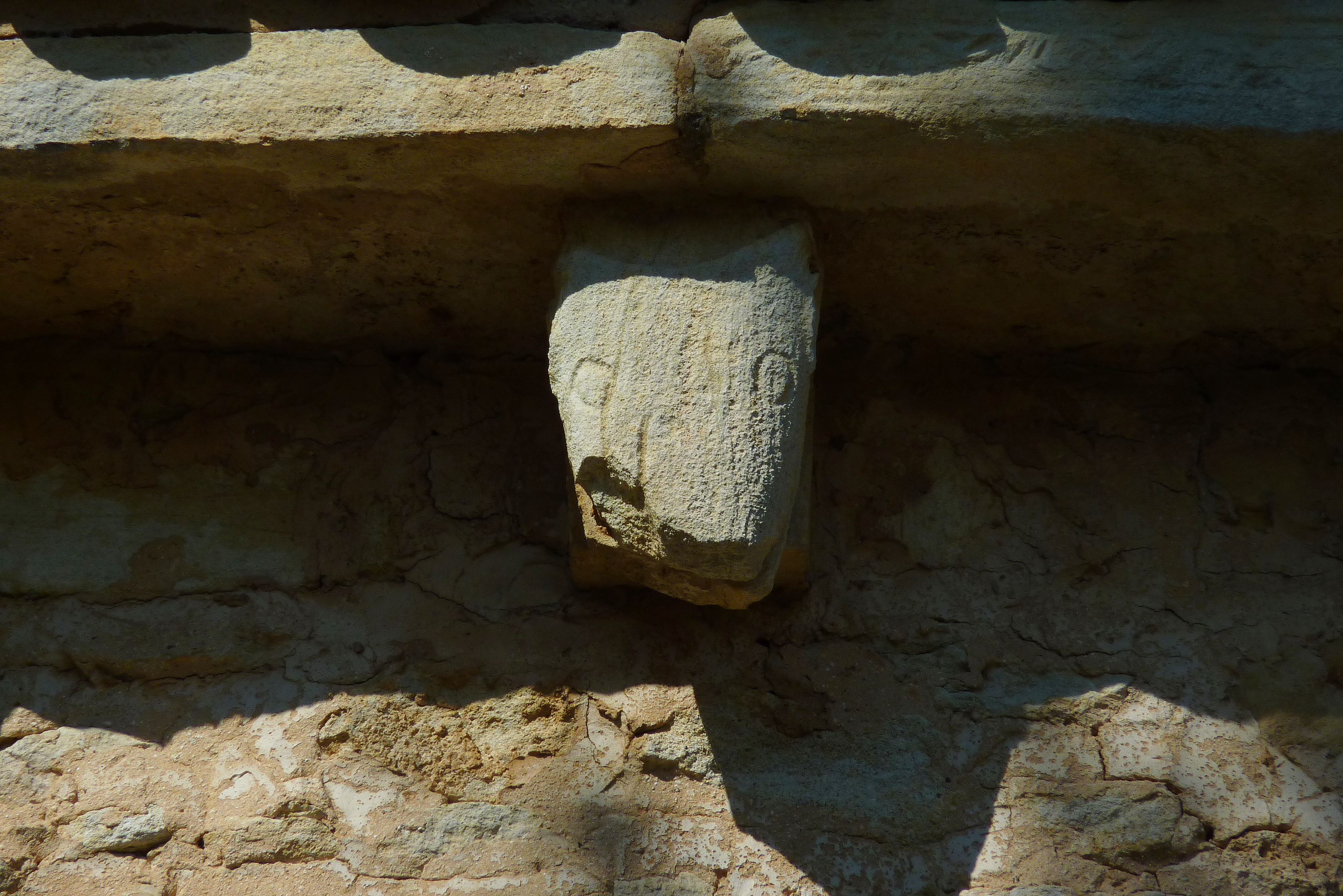
Kragstein mit Tierkopf

Das Gebäude ist aus dem heimischen Kalkstein errichtet. Die Steine sind grob behauen und unregelmäßig aneinandergefügt. Nur das obere Geschoss des Turmes weist glatt behauene Steine und ein sorgfältig verfugtes Mauerwerk auf, was auf eine Wiederaufnahme der Bauarbeiten gegen Ende des 12. oder Anfang des 13. Jahrhunderts schließen lässt.
Die Kapelle hat einen rechteckigen Grundriss. Im Osten schließen sich drei halbrunde Apsiden an, deren mittlere größer ist als die beiden seitlichen. Sie sind mit groben Steinplatten gedeckt.
Das Dach liegt auf Gesimsplatten, deren Frontseiten mit einem ornamentalen Fries verziert sind. Die sie stützenden Kragsteine sind ebenfalls skulptiert. Es sind Rosetten oder Tierköpfe zu erkennen.
Über dem Chor erhebt sich der quadratische Glockenturm. Er ist auf beiden Etagen von Zwillingsfenstern durchbrochen und von einer Kuppel überwölbt. Unter der Kuppel befindet sich ein oktogonales, leicht zurückversetztes Attikageschoss mit kleinen quadratischen Öffnungen.
Das Eingangsportal befindet sich an der Südseite.

### Innenraum

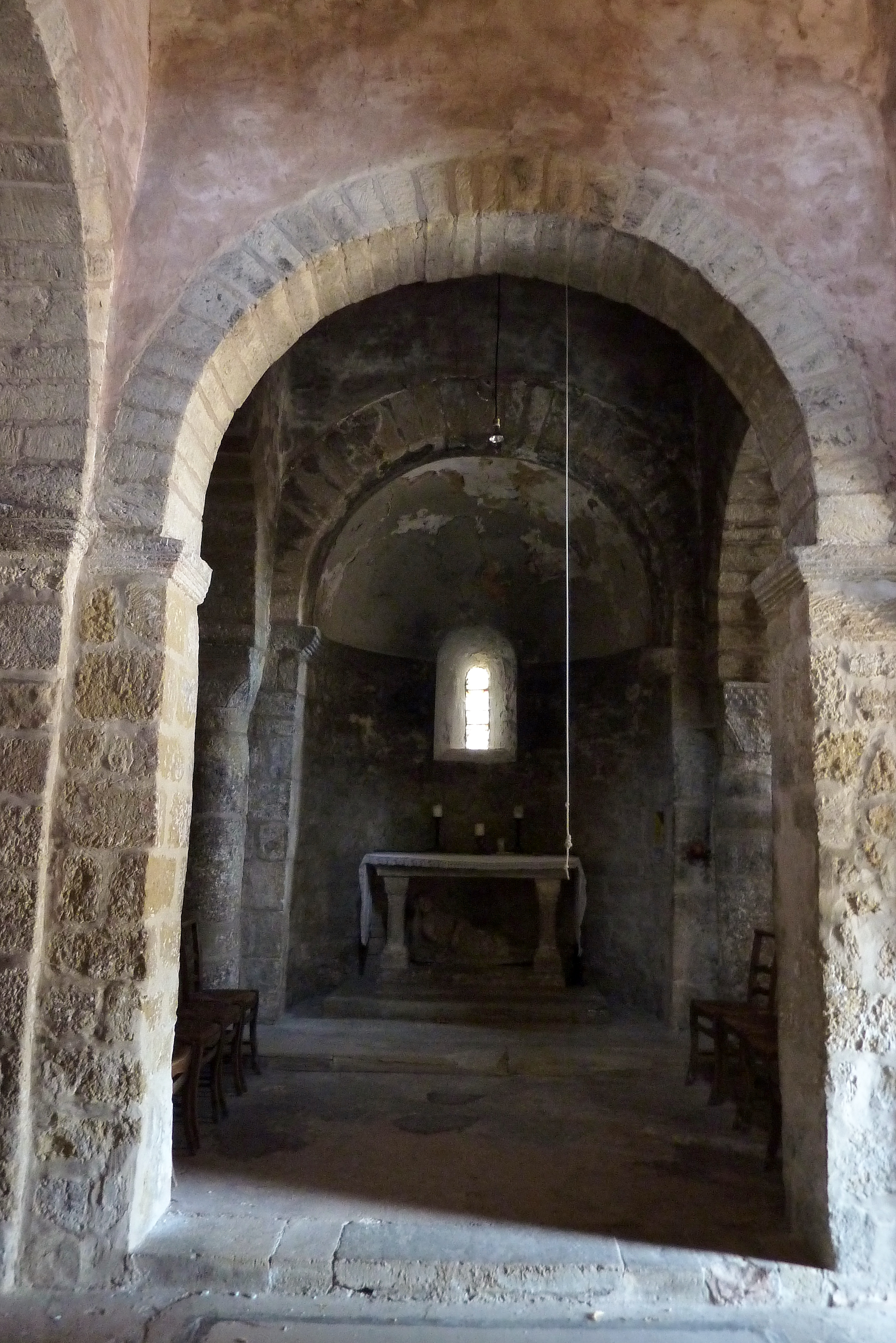
Innenraum mit Blick zum Chor

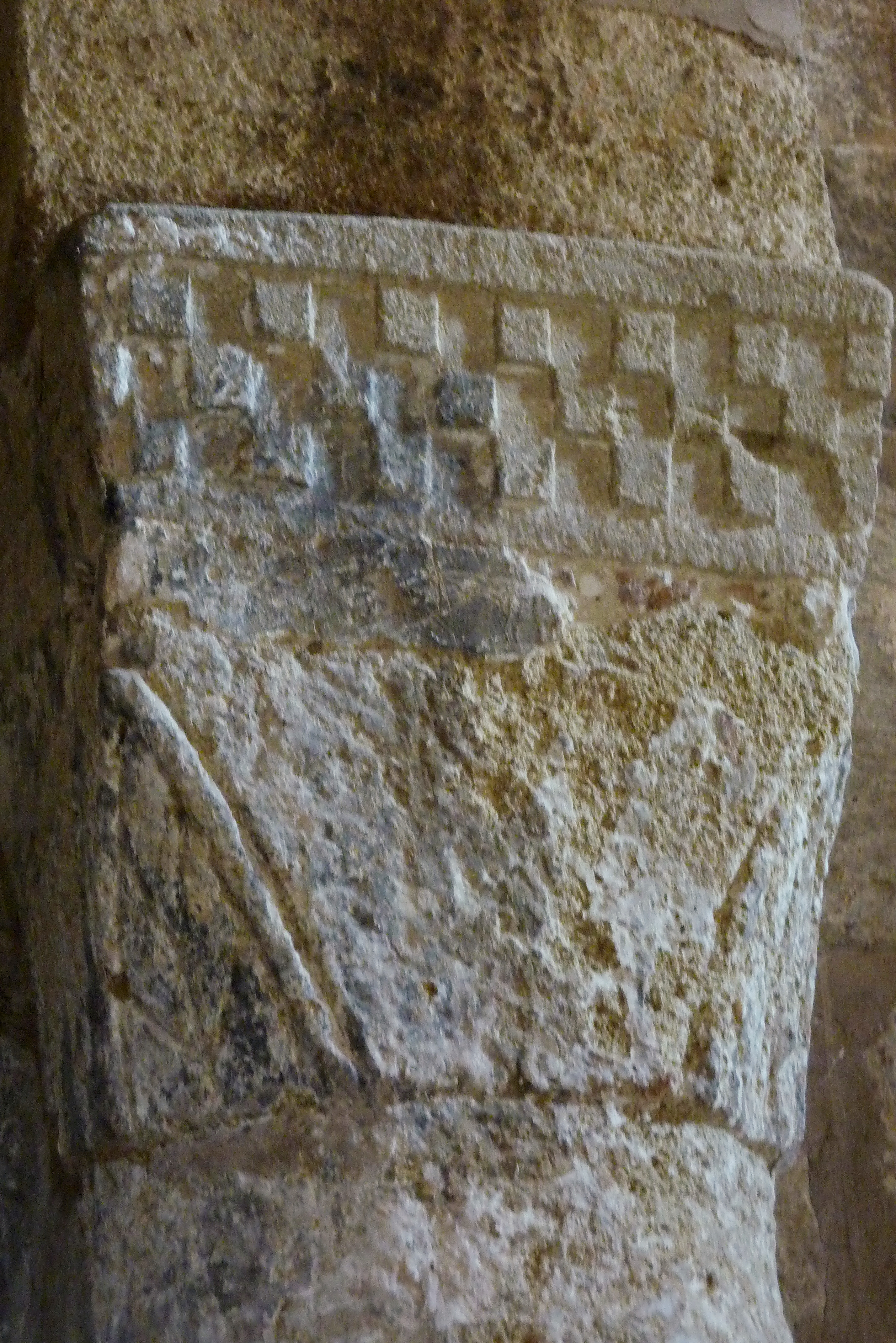
Kapitell

Die Kapelle ist dreischiffig. Das Hauptschiff ist in zwei Joche unterteilt. Es öffnet sich in zwei Rundbogenarkaden zu den schmalen Seitenschiffen, die einjochig und von einer durchgängigen Tonne gedeckt sind. Die Bögen sind hufeisenförmig und ruhen auf massiven Pfeilern mit schlichten profilierten Kämpfern. Nur die Arkaden des Chorjochs stützen sich auf Halbsäulen mit skulptierten Kapitellen.
Ein Querschiff ist nicht vorhanden. Die drei Apsiden weisen schmale Rundbogenfenster auf. In der Westwand öffnet sich ein Zwillingsfenster, dessen Mittelsäule wie die Mittelsäulen der Turmfenster mit einem schlichten Kapitell mit geritztem Dekor versehen ist.

## Ausstattung
In der Kapelle befinden sich Fragmente frühchristlicher Sarkophage. In der südlichen Apsis steht ein Altar aus gallo-römischer Zeit, der der lokalen Gottheit Uxsacanus geweiht ist.
An einem Pfeiler im südlichen Seitenschiff ist ein Schlussstein angebracht mit der Darstellung eines Bischofs, der in der einen Hand den Bischofsstab und in der anderen Hand eine Trense hält. Hier ist die sogenannte Heilige Trense dargestellt, die nach der Legende die heilige Helena, die Mutter Kaiser Konstantins des Großen, aus einem Nagel des Kreuzes Christi für ihren Sohn habe schmieden lassen. Diese Trense wird heute in der ehemaligen Kathedrale St-Siffrein in Carpentras aufbewahrt und als Reliquie verehrt.